# Damernas scullerfyra i rodd vid olympiska sommarspelen 1980
Damernas scullerfyra i rodd vid olympiska sommarspelen 1980 avgjordes mellan den 21 och 26 juli 1980. Grenen hade totalt 35 deltagare från sju länder.

## Medaljörer
| Gren        | Guld                                                                            | Silver                                                                                                   | Brons                                                                                    |
| Scullerfyra | Östtyskland Sybille Reinhardt Jutta Ploch Jutta Lau Roswietha Zobelt Liane Buhr | Sovjetunionen Antonina Pustovit Jelena Matijevskaya Olga Vasiltjenko Nadezjda Ljubimova Nina Tjeremisina | Bulgarien Mariana Serbezova Rumeljana Bontjeva Dolores Nakova Anka Bakova Anka Georgieva |

## Resultat

### Heat

#### Heat 1
| Placering | Roddare                                                                                                 | Land          | Tid     |
| --------- | --- | ------------- | ------- |
| 1         | Maria Macoviviuc, Aneta Mihaly, Stela Banovici, Mariana Zaharia, Elena Giurcă                           | Rumänien      | 3:23,33 |
| 2         | Ineke Donkervoort, Lily Meeuwisse, Greet Hellemans, Jos Compaan, Monique Pronk                          | Nederländerna | 3:25,64 |
| 3         | Bogusława Kozłowska-Tomasiak, Mariola Abrahamczyk, Maria Kobylińska, Aleksandra Kaczyńska, Maria Dzieża | Polen         | 3:27,95 |
| 4         | Judit Kéri, Valéria Gyimesi, Zoltanne Ribáry, Kamilla Kosztolányi, Erzsebet Nagy                        | Ungern        | 3:30,47 |

#### Heat 2
| Placering | Roddare                                                                                        | Land          | Tid     |
| --------- | ---------------------------------------------------------------------------------------------- | ------------- | ------- |
| 1         | Mariana Serbezova, Rumeljana Bontjeva, Dolores Nakova, Anka Bakova, Anka Georgieva             | Bulgarien     | 3:14,91 |
| 2         | Antonina Pustovit, Jelena Matijevskaja, Olga Vasiltjenko, Nadezjda Ljubimova, Nina Tjeremisina | Sovjetunionen | 3:16,76 |
| 3         | Sybille Reinhardt, Jutta Ploch, Jutta Lau, Roswietha Zobelt, Liane Buhr                        | Östtyskland   | 3:18,16 |

### Återkval
| Placering | Roddare                                                                                                 | Land          | Tid     |
| --------- | --- | ------------- | ------- |
| 1         | Sybille Reinhardt, Jutta Ploch, Jutta Lau, Roswietha Zobelt, Liane Buhr                                 | Östtyskland   | 3:17,00 |
| 2         | Antonina Pustovit, Jelena Matijevskaja, Olga Vasiltjenko, Nadezjda Ljubimova, Nina Tjeremisina          | Sovjetunionen | 3:19,88 |
| 3         | Ineke Donkervoort, Lily Meeuwisse, Greet Hellemans, Jos Compaan, Monique Pronk                          | Nederländerna | 3:22,34 |
| 4         | Bogusława Kozłowska-Tomasiak, Mariola Abrahamczyk, Maria Kobylińska, Aleksandra Kaczyńska, Maria Dzieża | Polen         | 3:22,75 |
| 5         | Judit Kéri, Valéria Gyimesi, Zoltanne Ribáry, Kamilla Kosztolányi, Erzsebet Nagy                        | Ungern        | 3:22,98 |

### Final
| Placering | Roddare                                                                                                 | Land          | Tid     |
| --------- | --- | ------------- | ------- |
| 1         | Sybille Reinhardt, Jutta Ploch, Jutta Lau, Roswietha Zobelt, Liane Buhr                                 | Östtyskland   | 3:15,32 |
| 2         | Antonina Pustovit, Jelena Matijevskaja, Olga Vasiltjenko, Nadezjda Ljubimova, Nina Tjeremisina          | Sovjetunionen | 3:15,73 |
| 3         | Mariana Serbezova, Rumeljana Bontjeva, Dolores Nakova, Anka Bakova, Anka Georgieva                      | Bulgarien     | 3:16,10 |
| 4         | Maria Macoviviuc, Aneta Mihaly, Stela Banovici, Mariana Zaharia, Elena Giurcă                           | Rumänien      | 3:16,82 |
| 5         | Bogusława Kozłowska-Tomasiak, Mariola Abrahamczyk, Maria Kobylińska, Aleksandra Kaczyńska, Maria Dzieża | Polen         | 3:20,95 |
| 6         | Ineke Donkervoort, Lily Meeuwisse, Greet Hellemans, Jos Compaan, Monique Pronk                          | Nederländerna | 3:22,64 |